# Dos días y dos noches de música nueva
Dos días y dos noches de música nueva (en ucraniano: Два дні й дві ночі нової музики) o 2D2N (en ucraniano: 2Д2Н) es un festival de 48 horas de música experimental en Odessa, Ucrania. Presenta la música nueva de artistas ucranianos e internacionales. Fundado por Karmella Tsepkolenko en 1995, es organizado por la Asociación de Música Nueva, la sección ucraniana de la Sociedad Internacional para la Música Contemporánea. El presidente del festival es el compositor y director de orquesta alemán Bernhard Wulff. Es considerado uno de los más grandes festivales de música en Ucrania y es financiado con el apoyo del gobierno ucraniano, donantes privados, y gobiernos internacionales de países como Israel, Suecia y Suiza.